# Volkswagen MEB-Platform
Het Volkswagen Group MEB-platform (afkorting voor Modularer E-Antriebs-Baukasten) is een modulair platform voor elektrische voertuigen, ontwikkeld door de Volkswagen Group. Het platform dient als technische basis voor een breed scala aan elektrische auto's van de verschillende merken binnen het concern, zoals Volkswagen, Audi, Škoda en SEAT/Cupra. Het is ontworpen om de ontwikkeling en productie van elektrische auto's efficiënter en kosteneffectiever te maken.

## Ontwikkeling en strategie
De ontwikkeling van het MEB-platform was een strategische kernbeslissing van de Volkswagen Group als reactie op de groeiende vraag naar elektrische mobiliteit en de strengere emissienormen, mede versneld door het dieselschandaal. Het doel was om één gestandaardiseerde, maar flexibele architectuur te creëren die de basis kon vormen voor miljoenen auto's, van compacte modellen tot SUV's en bestelwagens.
Door deze standaardisatie kunnen ontwikkelingskosten worden gedeeld en kan door schaalvergroting goedkoper worden geproduceerd. Dit maakt elektrische auto's toegankelijker voor een groter publiek. Volkswagen heeft het platform ook in licentie gegeven aan andere fabrikanten, met name aan de Ford Motor Company voor gebruik in Europese modellen.

## Kenmerken
Het MEB-platform heeft een aantal onderscheidende technische kenmerken:
- Skateboard-chassis: Het platform heeft de vorm van een skateboard, waarbij het grote accupakket plat in de bodem tussen de voor- en achteras is geïntegreerd. Dit zorgt voor een laag zwaartepunt en een optimale gewichtsverdeling.
- Ruimte-efficiëntie: Omdat er geen grote verbrandingsmotor, versnellingsbak of cardantunnel nodig is, biedt het ontwerp een uitzonderlijk ruime cabine. Voertuigen op het MEB-platform hebben vaak een lange wielbasis en korte overhangen, wat de interieurruimte, vergelijkbaar met die van een auto uit een hoger segment, maximaliseert.
- Modulaire accu's: Het accupakket is modulair opgebouwd, waardoor verschillende capaciteiten (en dus actieradiussen) kunnen worden aangeboden voor verschillende modellen en prijsklassen.
- Standaard achterwielaandrijving: De basismotor is een compacte elektromotor die de achteras aandrijft. Een tweede elektromotor op de vooras is optioneel, waarmee vierwielaandrijving mogelijk wordt gemaakt.

## Technische specificaties
Hoewel de specificaties per model verschillen, deelt het platform een aantal basisspecificaties.
| Parameter          | Specificatie                                                                             |
| ------------------ | ---------------------------------------------------------------------------------------- |
| Accupakket (bruto) | Ca. 55 kWh tot 91 kWh                                                                    |
| Accupakket (netto) | Ca. 45 kWh, 52 kWh, 58 kWh, 77 kWh, 86 kWh                                               |
| Aandrijving        | Achterwielaandrijving (standaard) Vierwielaandrijving (optioneel, met tweede motor voor) |
| Snelladen (DC)     | Tot ca. 200 kW (afhankelijk van model en accugrootte)                                    |
| Boordlader (AC)    | Doorgaans 11 kW                                                                          |
| Voltage            | 400 V architectuur                                                                       |

## Voertuigen op het MEB-platform
Hieronder een lijst van productiemodellen die gebruikmaken van het MEB-platform, gesorteerd per merk.
Volkswagen
- Volkswagen ID.3
- Volkswagen ID.4
- Volkswagen ID.5
- Volkswagen ID.6 (voornamelijk voor de Chinese markt)
- Volkswagen ID.7
- Volkswagen ID. Buzz

Audi
- Audi Q4 e-tron
- Audi Q5 e-tron (voornamelijk voor de Chinese markt)

Škoda
- Škoda Enyaq
- Škoda Elroq

Cupra
- Cupra Born
- Cupra Tavascan

Ford
- Ford Explorer EV
- Ford Capri EV

## Toekomstige ontwikkelingen (MEB+)
Volkswagen heeft een doorontwikkeling van het platform aangekondigd, genaamd MEB+. Dit verbeterde platform zal gebruikmaken van een nieuwe generatie "unified cell"-accu's en moet hogere laadsnelheden (175-200 kW) en een grotere actieradius (tot 700 km) mogelijk maken. Ook wordt de architectuur verder geoptimaliseerd voor efficiëntie en geautomatiseerde rijfuncties.

## Technische opbouw van het chassis
Het chassis van het MEB-platform is de kern van het ontwerp en bepaalt in grote mate de eigenschappen van het voertuig op het gebied van veiligheid, ruimte en rijgedrag. Het is een hybride constructie waarbij verschillende materialen strategisch worden ingezet.

### Structuur en materiaalgebruik
De carrosserie en het chassis zijn ontworpen als een geïntegreerd geheel om een hoge stijfheid en een laag gewicht te realiseren.
- Staal met hoge en ultrahoge treksterkte: De centrale passagierskooi, de dorpels en de dakstijlen zijn vervaardigd uit warmgevormd, ultrahoogfrequent staal. Dit materiaal vormt een extreem sterke veiligheidskooi rond de inzittenden en vertegenwoordigt ongeveer 20% van het totale gewicht van de carrosserie-in-wit.[4]
- Aluminium: Om gewicht te besparen wordt aluminium toegepast voor diverse onderdelen. De behuizing van het accupakket is een grote, structurele aluminium constructie. Afhankelijk van het model kunnen ook de subframes, de motorkap of de achterklep uit aluminium vervaardigd zijn.[5]

### Integratie van het accupakket
Het accupakket is geen los onderdeel, maar een integraal en dragend deel van de voertuigstructuur.
- Structurele stijfheid: De robuuste, waterdichte aluminium accubehuizing wordt met sterke bouten aan het hoofdchassis bevestigd. Deze verbinding draagt significant bij aan de torsiestijfheid van de auto. Dit verbetert niet alleen de passieve veiligheid, maar zorgt ook voor een directer en voorspelbaarder weggedrag.[6][7]
- Bescherming: De behuizing is aan de onderzijde voorzien van een solide bodemplaat en interne verstevigingsribben. Deze constructie beschermt de accucellen tegen inslag van onderaf en functioneert tevens als een massieve barrière bij een aanrijding van opzij.[7]

### Wielophanging en rijgedrag
De lay-out van het MEB-platform maakte de toepassing van een geavanceerde wielophanging mogelijk, wat essentieel is voor het balanceren van comfort en dynamiek in zware elektrische voertuigen.
- Vooras: Aan de voorzijde wordt standaard een MacPherson-veerpootsysteem toegepast. Dit compacte systeem biedt een goede balans tussen comfort, stuurprecisie en kostenefficiëntie.[4]
- Achteras: De achteras beschikt over een geavanceerde vijf-link (multi-link) wielophanging. Elk wiel wordt door vijf afzonderlijke armen (Engels: links) gepositioneerd. Dit complexe systeem biedt superieure controle over de wielbewegingen, wat resulteert in een hoge mate van stabiliteit, comfort en grip, terwijl het relatief weinig ruimte inneemt.[4][8]

### Thermisch management
Een cruciaal onderdeel van het chassis is het geïntegreerde systeem voor het temperatuurbeheer van de accu.
- Vloeistofkoeling: In de aluminium bodemplaat van de accubehuizing is een netwerk van kanalen geïntegreerd. Hier stroomt een koelvloeistof (een water-glycolmengsel) doorheen. Dit systeem kan de accu actief koelen bij warm weer of tijdens snelladen, en verwarmen bij koude temperaturen. Het doel is de batterijcellen constant rond hun ideale bedrijfstemperatuur van circa 25°C te houden, wat essentieel is voor de levensduur, laadsnelheid en prestaties.[9]